# Queens Quay (tramway de Toronto)
Queens Quay, dite aussi Queens Quay-Ferry Docks, est une station des lignes 509 Harbourfront et 510 Spadina du tramway de Toronto. Elle est située au 10 Bay Street à Toronto, dans la province de l'Ontario, au Canada.
Elle dessert notamment le Jack Layton Ferry Terminal.

## Situation sur le réseau
Établie en souterrain, Queens Quay est la seule station du tramway de Toronto ayant cette configuration sans être liée à une station du métro. Elle précède l'arrêt Queens Quay West at Harbourfront Centre en direction des terminus Exhibition et Spadina, et elle est précédée par la station terminus Union,.

## Histoire
La station est mise en service le 17 mai 1991, approximativement un an après l'inauguration de la ligne 604 Harbourfront. Avant l'ouverture de la station, un arrêt temporaire, établi en surface et situé à l'ouest de la rue Bay, a été utilisé,.
En 2014, une voiture a entré dans le tunnel de la station malgré des panneaux d'avertissement, provoquant une rupture de service de quelques heures. En 2018, à la suite de deux accidents successifs similaires, la TTC prend des mesures supplémentaires pour empêcher les voitures d'entrer dans le tunnel.

## Services aux voyageurs

### Accès et accueil

Installations et desserte
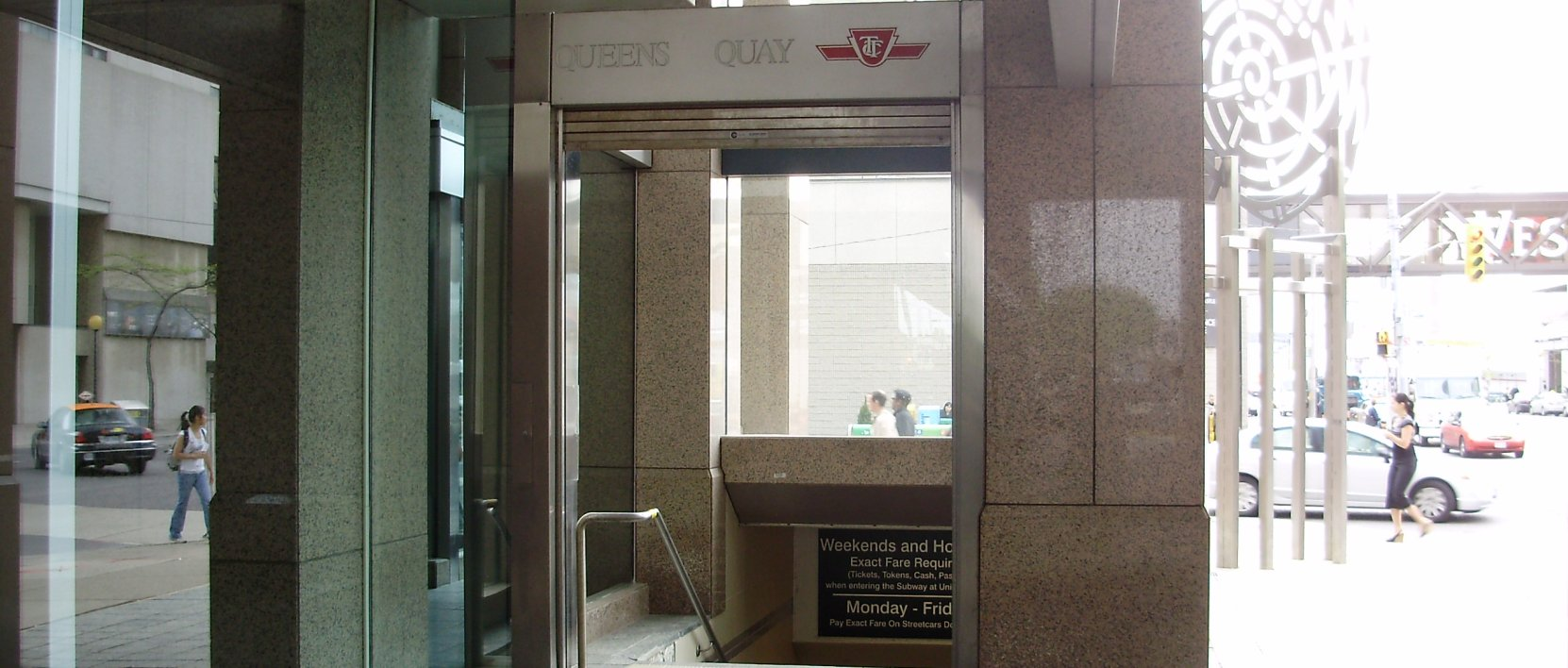
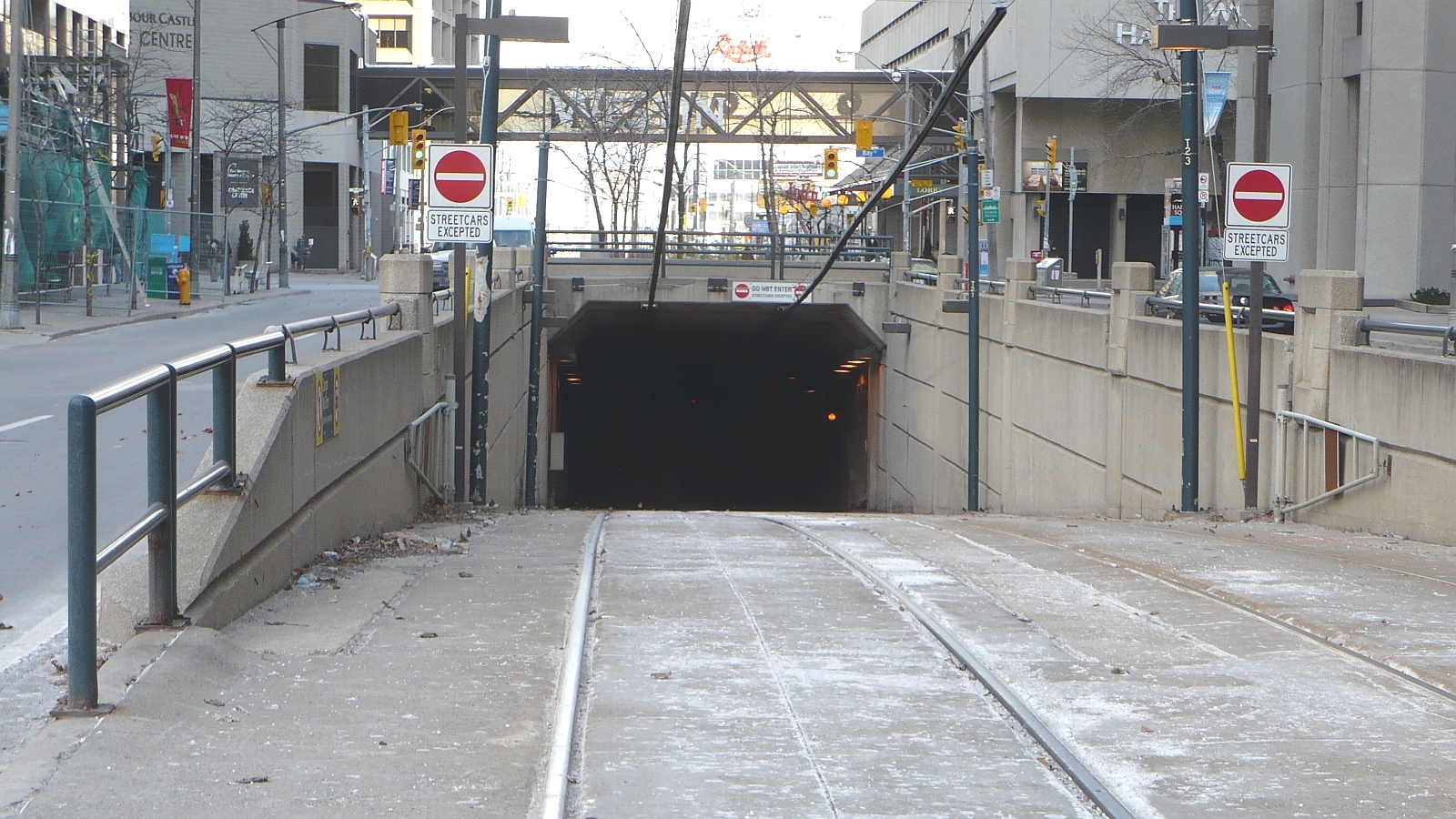
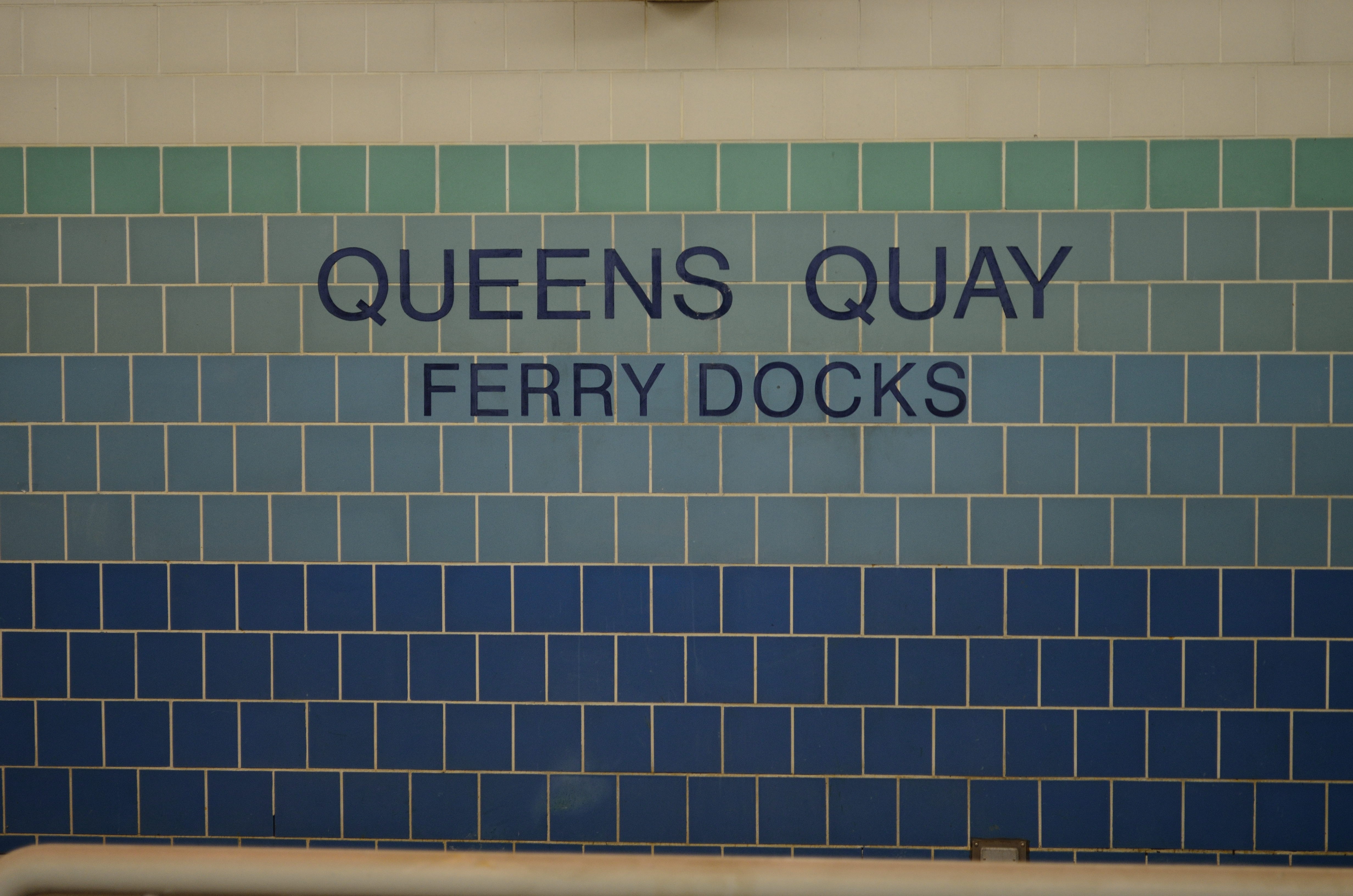

### Desserte

Installations et desserte
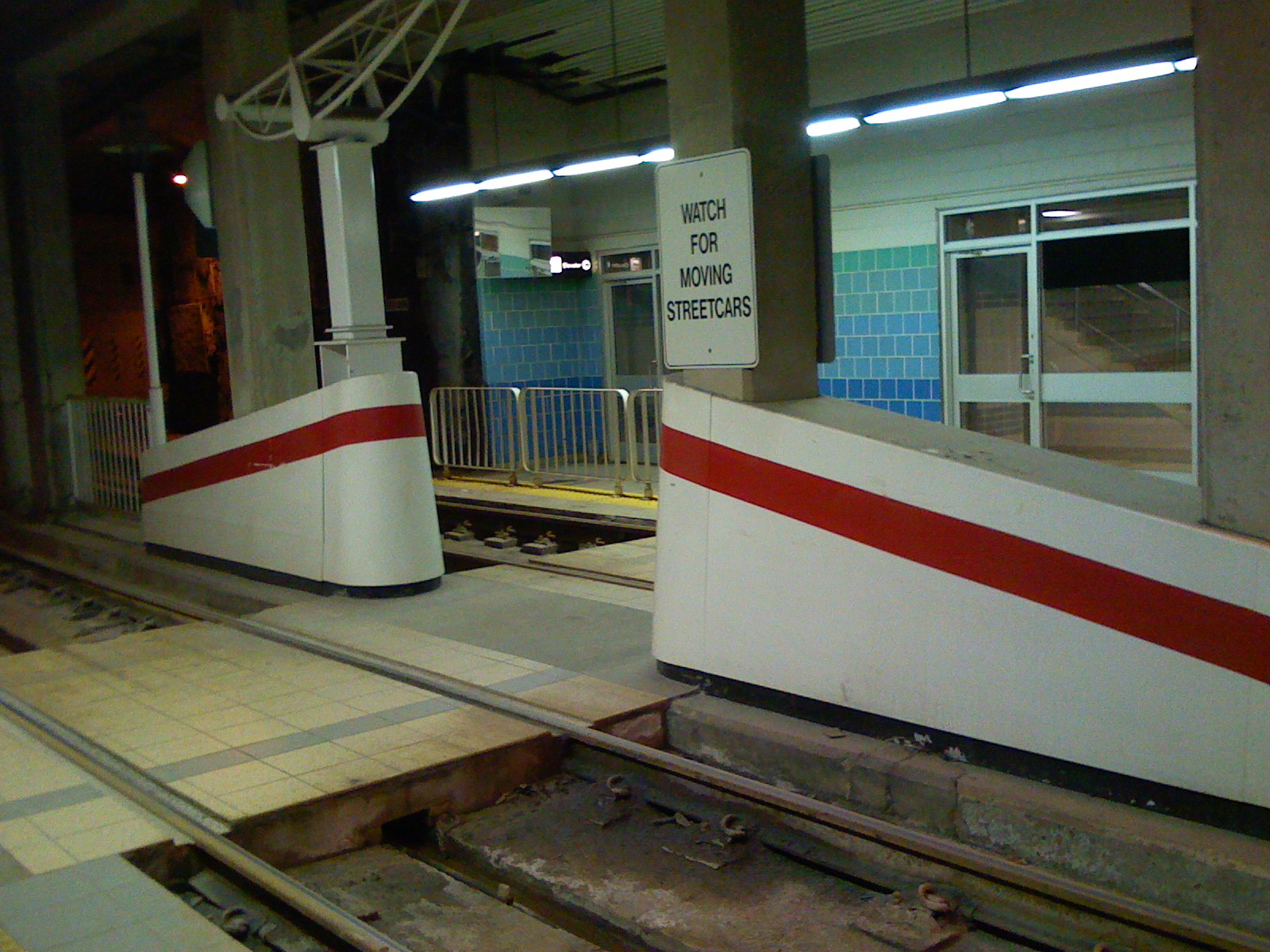
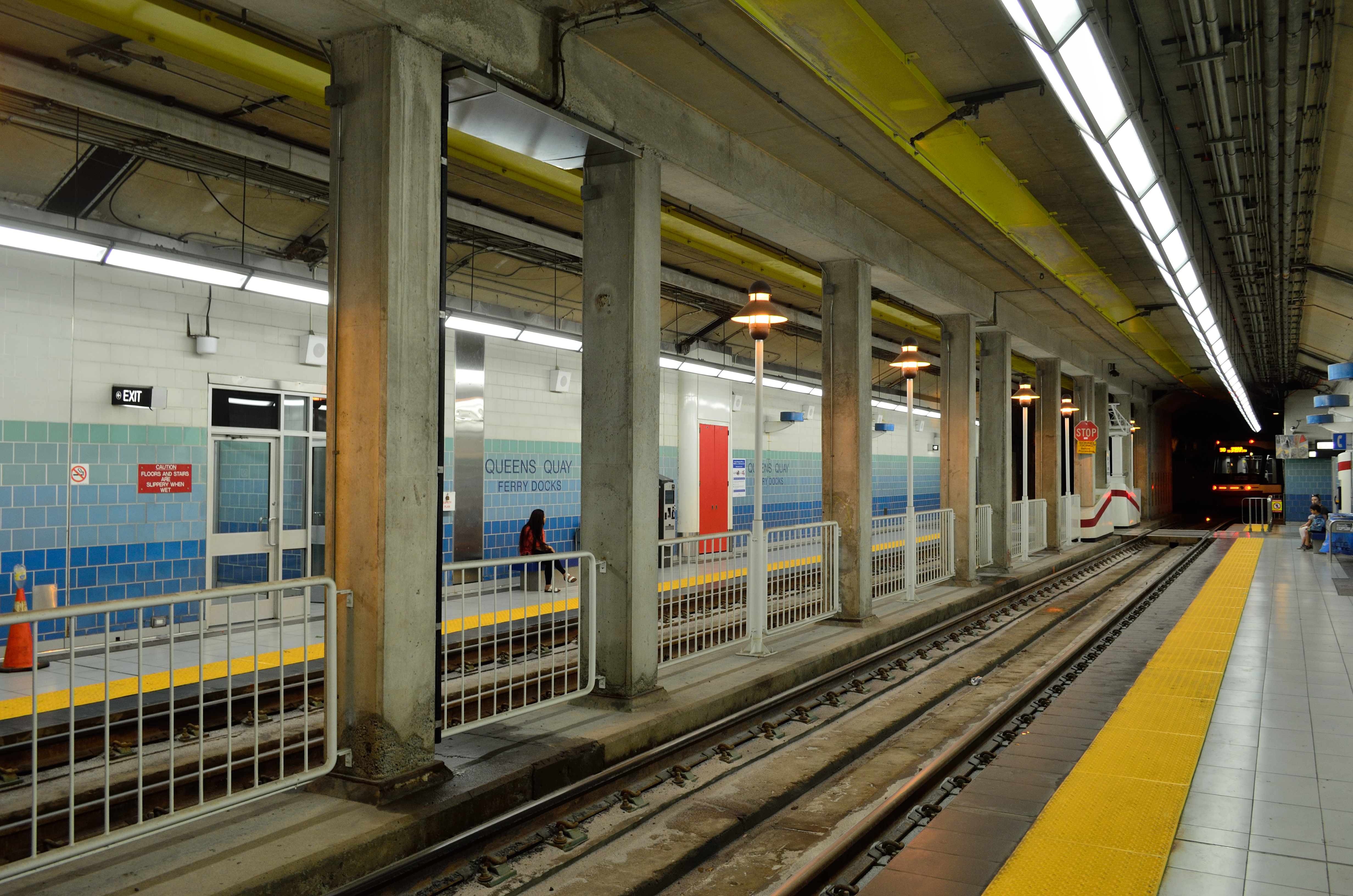
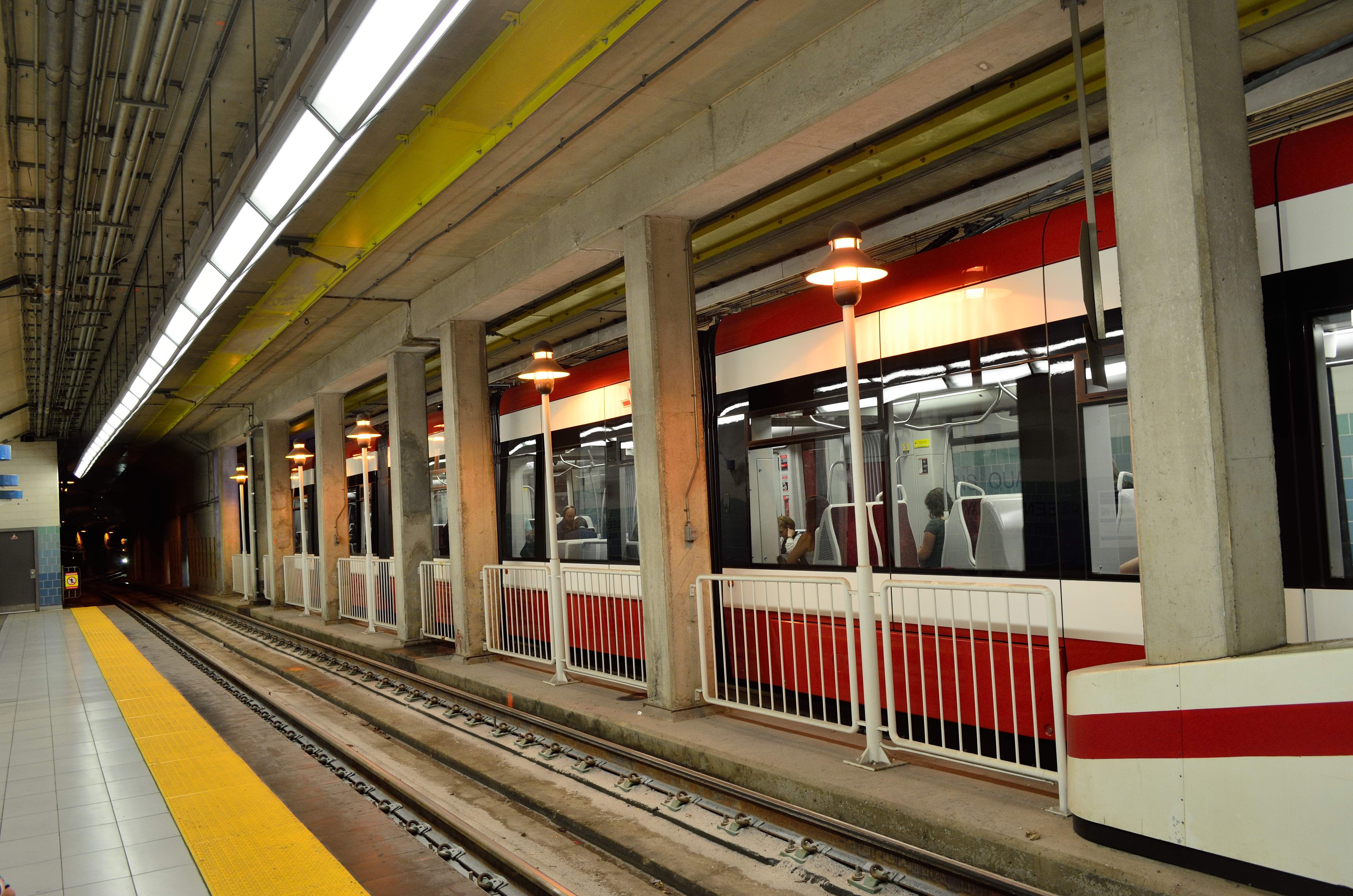